# Yahya ibn Mahmud al-Wasiti

Illustration von al-Wasiti der Maqāmāt al-Hariris. 31. Maqāma: Musizierende Pilgerkarawane mit Trommeln (tabl) und Trompeten (būq an-nafīr) auf dem Weg nach Mekka. Bagdad 1237

Yahya ibn Mahmud al-Wasiti (arabisch يحيى بن محمود الواسطي, DMG Yaḥyā b. Maḥmūd al-Wāsiṭī) war ein Miniaturmaler und Kalligraph des 13. Jahrhunderts. Er wurde in Wasit im Süden des heutigen Irak geboren und wirkte in Bagdad. Er ist für seine 96 farbigen Illustrationen der Maqāmāt von al-Hariri bekannt, die er 1236/37 anfertigte. Er gilt als einer der bedeutendsten Vertreter der sogenannten Bagdader Schule (12./13. Jahrhundert), die türkische Kunst mit lokaler christlicher Malerei in einem islamischen Synkretismus verband.